# Lactalis
Lactalis é uma multinacional francesa de produtos lácteos, de propriedade da família Besnier. A sede da empresa localiza-se em Laval, Mayenne. É o maior grupo de laticínios do mundo, e é o segundo maior grupo de produtos alimentícios na França.
O grupo é também um dos maiores produtores de queijos do mundo. A companhia é dona das marcas Itambé, Sorrento, Société, Bridel, Président, Galbani, Rachel's Organic, Parmalat, Valmont, Cotochés, Poços de Caldas, Elegê e Batavo.

## História
Em 1933, foi criado a Société Laitière de Laval, que deu origem ao Grupo Lactalis em 1999. Foi André Besnier que começou a coletar leite e a produzir queijos em Laval. Besnier criou a marca Le Petit Lavallois. Com o crescimento da empresa a partir da década de 1940, e com o número cada vez maior de agricultores interessados nos negócios, Besnier ultrapassou em 1948 a barreira dos 10.000 litros de leite coletados e processados por 25 funcionários.
Na década de 1950 a empresa Besnier S.A. entrou no mercado de comercialização de manteiga, nata e leite fluido. Em 1955, Michel Besnier assumiu a direção da empresa. Em 1967, a empresa passou a produzir leite em pó. Em 1968, foi lançado a marca Président, sendo comercializada em toda a França.
Em 1981, adquiriu uma fábrica de queijos de Wisconsin, Estados Unidos. Entre 1984 e 1988, o grupo adquiriu a marca Lactel. Em 1990, a Besnier adquiriu o grupo Bridel. Entre 1992 e 1993, a Besnier adquiriu a maioria da empresa Société produtora de um queijo Roquefort.
Em 1998, o grupo Besnier adquiriu a Locatelli, subsidiária da Nestlé e se estabeleceu na Itália. Em 1999 a Besnier alterou sua denominação para Lactalis. Em 2000, Emmanuel Besnier assumiu a presidência do grupo.
Em 2006, a Lactalis comprou o grupo italiano Galbani. A Lactalis comprou os ativos da Parmalat Italia em 2011.

## No Brasil

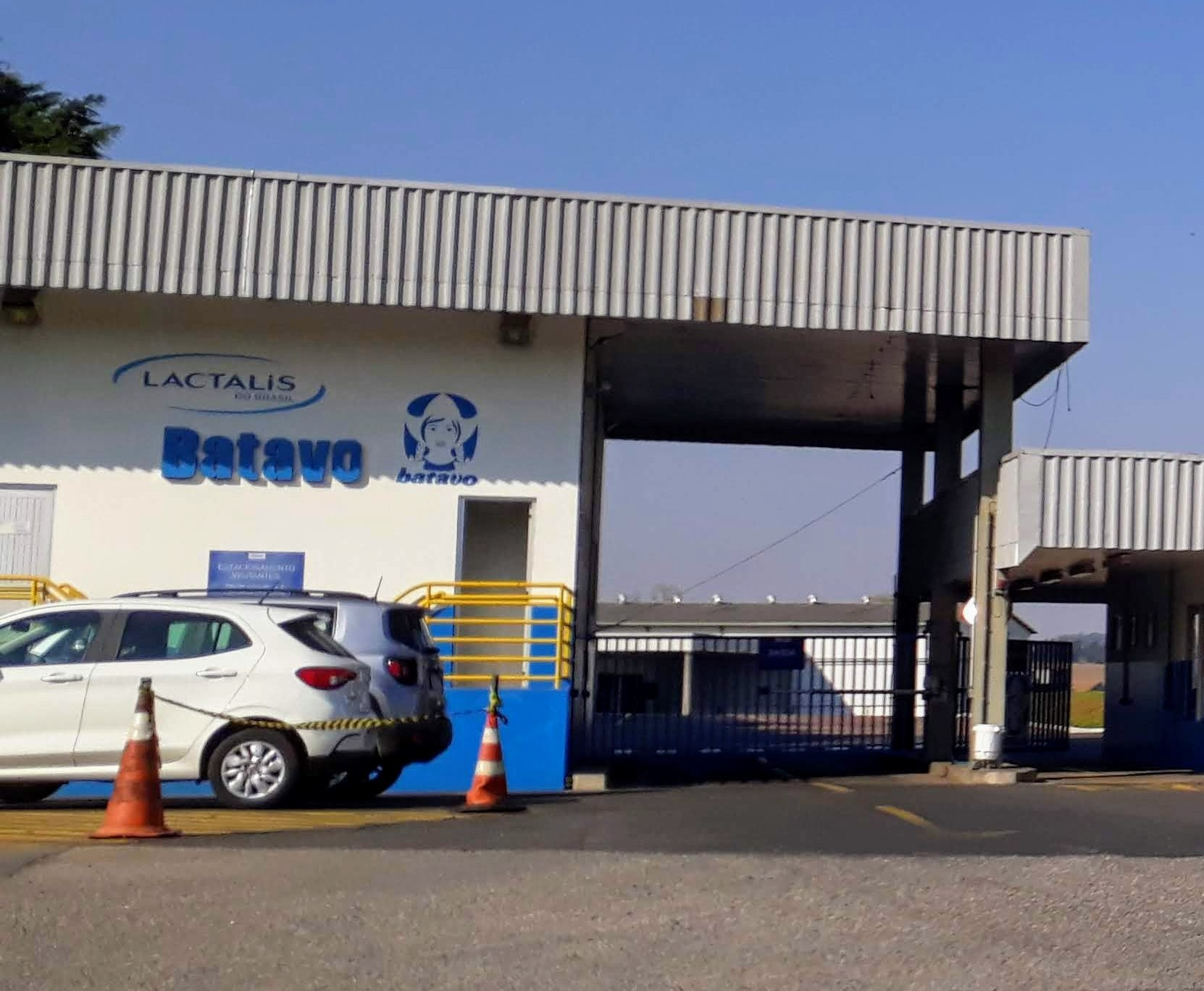
Unidade Batavo, da Lactalis, no município de Carambeí, no Paraná, Brasil.

No Brasil, a Lactalis adquiriu a Balkis em 2013 por 70 milhões de reais. Em 2014, a Lactalis comprou as marcas Elegê e Batavo da BRF por 1,8 bilhão de reais. Antes desta aquisição, ela havia oferecido por 5 UPIs da LBR, R$250 milhões, ante uma oferta de R$150 milhões. Este novo valor proposto incluiria o direito de usar a marca Parmalat no Brasil. O negócio foi aprovado pelo CADE. Em 2019, a Lactalis adquiriu a Itambé, tradicional laticínio mineiro.
Em 2021 a Lactalis comprou as operações da cooperativa paranaense Cativa, de Londrina, incluindo a marca Polly.

## Funcionários
A Lactalis possui mais de 80 mil funcionários em cerca de 50 países, sendo 15.500 funcionários somente na França.

## Unidades produtivas
Em 2020 a Lactalis possuía aproximadamente 260 fábricas no mundo, sendo 63 unidades na França, atingindo um volume de negócios de 21,1 mil milhões de euros. A marca Président, vendida em 140 países, passou a ser produzida no Brasil a partir de 2016.
No Brasil, com a conclusão da aquisição dos ativos da BRF e Itambé, em 2014 e 2019, respectivamente, a empresa passou a ter 19 fábricas. Em 2020 a Lactalis do Brasil teve um faturamento de 9,8 bilhões de reais e um volume de captação de 2,7 bilhões de litros de leite.